# Mistrzostwa Świata w Zapasach 1920
9. Mistrzostwa Świata w Zapasach, które odbyły się w Wiedniu w dniach 4 - 8 września 1920 roku. Zawody zorganizowano tylko w stylu klasycznym mężczyzn.

## Styl klasyczny
| Kategoria wagowa |                 |                    |                   |
| ---------------- | --------------- | ------------------ | ----------------- |
| –60 kg           | Franz Reitmeier | József Pongrácz    | Gustav Boukal     |
| –67,5 kg         | Ödön Radvány    | Rezső Péter        | Miklós Breznotics |
| –75 kg           | Viktor Fischer  | Lorenz Koczanderle | Philipp Heß       |
| –82,5 kg         | Michael Heinl   | Josef Mach         | Wilhelm Knöpfle   |
| +82,5 kg         | Heirich Bock    | Franz Wagner       | Adolf Kurz        |

## Tabela medalowa
| Lp. | Państwo          |   |   |   |
| --- | ---------------- | - | - | - |
| 1   | Austria          | 2 | 3 | 1 |
| 2   | Rzesza Niemiecka | 2 | 0 | 3 |
| 3   | Węgry            | 1 | 2 | 1 |